# Cacopsylla pruni
Cacopsylla pruni är en insektsart som först beskrevs av Giovanni Antonio Scopoli 1763.  Cacopsylla pruni ingår i släktet Cacopsylla och familjen rundbladloppor.
Artens utbredningsområde är Iran. Arten är reproducerande i Sverige. Inga underarter finns listade i Catalogue of Life.